# Gunung Jamurtem
Gunung Jamurtem är ett berg i Indonesien.   Det ligger i provinsen Aceh, i den västra delen av landet, 1 600 km nordväst om huvudstaden Jakarta. Toppen på Gunung Jamurtem är 1 527 meter över havet, eller 275 meter över den omgivande terrängen. Bredden vid basen är 3,9 km.
Terrängen runt Gunung Jamurtem är kuperad norrut, men söderut är den bergig.Runt Gunung Jamurtem är det ganska glesbefolkat, med 26 invånare per kvadratkilometer. I omgivningarna runt Gunung Jamurtem växer i huvudsak städsegrön lövskog.